# Голубки (Красноярский край)
Голубки — посёлок в Назаровском районе Красноярского края России. Входит в состав Гляденского сельсовета.

## География
Посёлок расположен в 54 км к югу от районного центра Назарово.

## История
В 1968 г. указом президиума ВС РСФСР посёлок Заготскот переименован в Голубки.

## Население
| 2010 |
| ---- |
| 128  |

Гендерный состав
По данным Всероссийской переписи населения 2010 года 62 мужчины и 66 женщин из 128 чел.